# Các thế hệ lãnh đạo của Cộng hòa Nhân dân Trung Hoa
Cộng hòa Nhân dân Trung Hoa chính thức ra đời ngày 1 tháng 10 năm 1949 với thế hệ lãnh đạo đầu tiên gồm Mao Trạch Đông, Chu Ân Lai, Chu Đức và một số Đảng viên khác của Đảng Cộng sản Trung Quốc. Từ đó cho đến nay bộ máy lãnh đạo của Trung Quốc có thể phân chia thành 5 thế hệ lãnh đạo, mỗi thế hệ thường có những đặc điểm chung về tư tưởng và đường lối phát triển Trung Quốc.

## Thế hệ thứ nhất
Từ năm 1949 đến năm 1976, bộ máy chính trị Trung Quốc được vận hành bởi thế hệ lãnh đạo thứ nhất với người đứng đầu là Mao Trạch Đông, ngoài ra còn có
Mao Trạch Đông : (Lãnh đạo tối cao,Chủ tịch nước Cộng hòa Nhân dân Trung Hoa(1949-1959),Chủ tịch Đảng)
Nhiệm Bật Thời: tổng bí thư
Lưu Thiếu Kỳ, 1898, chủ tịch nước
Chu Ân Lai, 1898, thủ tướng
Chu Đức, 1886, ủy viên trưởng, Nguyên soái
Đổng Tất Vũ, 1886, phó chủ tịch nước
Tống Khánh Linh, 1893, phó chủ tịch nước
Lâm Bưu 1907, phó chủ tịch Đảng Cộng sản Trung Quốc, phó Thủ tướng, bộ trưởng quốc phòng, Nguyên soái
Diệp Kiếm Anh, 1897, phó Chủ tịch Quân ủy, ủy viên trưởng, Nguyên soái
Bành Đức Hoài 1898, phó Thủ tướng, bộ trưởng Quốc phòng, Nguyên soái
Lưu Bá Thừa 1892, Nguyên soái, phó ủy viên trưởng, phó chủ tịch quân ủy
Khang Sinh 1898, phó Chủ tịch Đảng Cộng sản Trung Quốc
Lý Đức Sinh, Phó chủ tịch Đảng Cộng sản Trung Quốc
Trần Tích Liên, phó thủ tướng, Xử lý công tác thường nhật Quân ủy
Nhiếp Vinh Trăn 1899, phó chủ tịch quân ủy, phó ủy viên trưởng, Nguyên soái
Từ Hướng Tiền 1901, phó chủ tịch quân ủy, Nguyên soái
Họ hầu hết là Đảng viên nòng cốt của Đảng Cộng sản Trung Quốc tham gia Chiến tranh Trung-Nhật, Vạn lý trường chinh và thành lập nước Cộng hoà Nhân dân Trung Hoa. Thế hệ lãnh đạo này thường không có hoặc có rất ít thời gian học tập ở nước ngoài, phần lớn họ trưởng thành trên cương vị lãnh đạo chính trị hoặc quân sự trong các cuộc chiến tranh với Nhật Bản và quân đội Quốc dân đảng. Thế hệ lãnh đạo thứ nhất của Trung Quốc đều chủ trương phát triển Trung Quốc theo Chủ nghĩa Marx và Tư tưởng Mao Trạch Đông.

## Thế hệ thứ hai
Đây là thế hệ lãnh đạo Trung Quốc từ năm 1976 (sau khi Mao Trạch Đông qua đời) đến năm 1992 những người này chủ yếu sinh vào thập niên 1900 - 1920. Người đứng đầu thế hệ lãnh đạo thứ hai là Đặng Tiểu Bình 1904 -1997 chủ tịch Chính hiệp, chủ tịch quân ủy, ngoài ra còn có:
Hoa Quốc Phong 1921 - 2008, Lãnh tụ tối cao (1976 - 1978) chủ tịch Đảng, thủ tướng quốc vụ viện, chủ tịch quân ủy (bị loại bỏ năm 1982) - nhân vật quá độ
Uông Đông Hưng 1916, ủy viên thường vụ, Phó chủ tịch Đảng (bị loại bỏ năm 1980) - nhân vật quá độ
Trần Vân 1905 - 1995, Phó chủ tịch Đảng, Chủ tịch ban cố vấn trung ương - bát đại nguyên lão
Lý Tiên Niệm 1909 - 1992, chủ tịch Nước,chủ tịch Chính Hịệp - bát đại nguyên lão
Dương Thượng Côn 1907 - 1998, chủ tịch nước, phó chủ tịch quân ủy - bát đại nguyên lão
Đặng Dĩnh Siêu 1904 - 1992, Chủ tịch Chính Hiệp, (vợ Chu Ân Lai) - bát đại nguyên lão
Bành Chân 1902 - 1997, ủy viên trưởng - bát đại nguyên lão
Vương Chấn 1908 - 1993, phó chủ tịch nước, phó thủ tướng - bát đại nguyên lão
Tống Nhậm Cùng 1909 - 2005, Phó Chủ tịch Ban cố vấn - bát đại nguyên lão
Bạc Nhất Ba 1908 - 2007, ủy viên Bộ Chính trị phó tổng lý quốc vụ viện - bát đại nguyên lão
Hồ Diệu Bang 1915 - 1989, chủ tịch đảng, tổng bí thư
Triệu Tử Dương 1919 - 2005, tổng bí thư, tổng lý quốc vụ viện (cách chức năm 1989)
Vạn Lý 1916, ủy viên trưởng
Hồ Lập Khải 1929, ủy viên thường vụ Bộ Chính trị (cách chức năm 1989)
Diêu Y Lâm 1917, ủy viên thường vụ Bộ Chính trị, phó tổng lý quốc vụ viện
Tống Bình 1917, trưởng ban Tổ chức Trung ương, ủy viên thường vụ Bộ chính trị
Lưu Hoa Thanh 1916, ủy viên thường vụ Bộ Chính trị Phó Chủ tịch Quân ủy Trung ương
Tập Trọng Huân 1913 - 2003, ủy viên Bộ Chính trị Phó ủy viên trưởng
Trương Chấn 1914, phó chủ tịch quân ủy
Trừ Đặng Tiểu Bình đã tham gia bộ máy lãnh đạo của Đảng Cộng sản Trung Quốc từ trước năm 1949, những người còn lại đều chỉ trở thành lãnh đạo cao cấp của Đảng và Nhà nước Trung Quốc từ sau Nội chiến 1946 - 1949. Khác với thế hệ thứ nhất, rất nhiều người trong thế hệ thứ hai này được đào tạo ở nước ngoài, đặc biệt là ở Pháp. Vẫn trung thành với Tư tưởng Mao Trạch Đông nhưng thế hệ thứ hai đã bắt đầu tập trung vào việc phát triển kinh tế theo đường lối được đặt ra trong Lý luận Đặng Tiểu Bình. Thế hệ lãnh đạo thứ hai này là những người khởi xướng và thực hiện cuộc Cải cách kinh tế Trung Quốc biến Trung Quốc từ một quốc gia suy sụp bởi Cách mạng Văn hoá, Đại nhảy vọt thành đất nước phát triển nhanh nhất châu Á trong vòng hơn 2 thập kỉ.

## Thế hệ thứ ba
Từ năm 1992 đến năm 2003, lãnh đạo Trung Quốc là thế hệ thứ ba với người đứng đầu là Tổng bí thư Đảng Cộng sản Trung Quốc, chủ tịch nước, chủ tịch quân ủy trung ương Giang Trạch Dân 1926, ngoài ra còn có:
Lý Bằng, 1928, ủy viên thường vụ Bộ chính trị, ủy viên trưởng, thủ tướng quốc vụ viện
Kiều Thạch, 1924 ủy viên thường vụ bộ chính trị, ủy viên trưởng ủy ban thường vụ đại hội đại biểu nhân dân toàn quốc
Chu Dung Cơ, 1928, ủy viên thường vụ Bộ Chính trị, thủ tướng quốc vụ viện
Lý Thụy Hoàn. 1934, ủy viên thường vụ Bộ Chính trị,chủ tịch chính trị hiệp thương nhân dân
Lý Lam Thanh 1932, ủy viên thường vụ Bộ Chính trị, phó thủ tướng quốc vụ viện
Úy Kiện Hành 1931, ủy viên thường vụ Bộ Chính trị, bí thư ban kiểm tra kỷ luật
Trương Vạn Niên 1928, phó chủ tịch quân ủy
Trì Hạo Điền 1929, phó chủ tịch quân ủy
Đây là những người hoàn toàn không có kinh nghiệm cách mạng, họ trưởng thành từ sau năm 1949 và hầu hết trải qua thời gian học tập ở Liên Xô. Thế hệ này tiếp tục lãnh đạo giai đoạn bùng nổ của kinh tế Trung Quốc được bắt đầu từ thế hệ thứ hai. Tư tưởng lãnh đạo mới được phát triển trong giai đoạn này là Thuyết Ba đại diện của Giang Trạch Dân.

## Thế hệ thứ tư
Đây là thế hệ lãnh đạo Trung Quốc bắt đầu từ sau Đại hội toàn quốc lần thứ 16 của Đảng Cộng sản Trung Quốc tháng 11 năm 2002. Người đứng đầu thế hệ này là Hồ Cẩm Đào, ngoài ra còn có:
Ngô Bang Quốc 1941, ủy viên trưởng ủy ban thường vụ đại hội đại bỉểu
Ôn Gia Bảo, 1942, Thủ tướng quốc vụ vịện
Giả Khánh Lâm, 1940, chủ tịch chính hịệp
Tăng Khánh Hồng, 1939, bí thư ban bí thư, phó chủ tịch nước
Hoàng Cúc, 1936, ủy viên thường vụ Bộ Chính trị, phó Thủ tướng
Ngô Quan Chính, 1938, ủy viên thường vụ Bộ Chính trị, bí thư ban kiểm tra
Lý Trường Xuân 1944, ủy viên thường vụ Bộ Chính trị
La Cán, 1935, ủy viên thường vụ Bộ Chính trị, Bí thư ban Chính pháp
Hạ Quốc Cường 1942, ủy viên thường vụ Bộ Chính trị, Bí thư ban Kiểm tra
Chu Vĩnh Khang 1942, ủy viên thường vụ Bộ Chính trị, Bí thư ban Chính pháp
Quách Bá Hùng 1942, phó chủ tịch thứ nhất quân ủy trung ương
Tào Cương Xuyên 1935, ủy viên Bộ chính trị, ủy viên Quốc vụ, bộ trưởng Bộ Quốc phòng, Phó chủ tịch quân ủy
Từ Tài Hậu, 1943, phó chủ tịch quân ủy
Phần lớn trong số này là các kĩ sư tốt nghiệp trong nước (đặc biệt là từ Đại học Thanh Hoa) và có ít thời gian học tập ở nước ngoài (do ảnh hưởng từ sự kiện Trung-Xô chia rẽ và cuộc Cách mạng văn hoá). Tư tưởng lãnh đạo của thế hệ thứ tư là học thuyết Xã hội hài hoà của Hồ Cẩm Đào. Đội ngũ nòng cốt của thế hệ thứ tư phần lớn không thay đổi sau Đại hội toàn quốc 17 năm 2007, vì vậy họ sẽ tiếp tục lãnh đạo Trung Quốc ít nhất là cho đến Đại hội 18 năm 2012.

## Thế hệ thứ năm
Đây là thế hệ lãnh đạo Trung Quốc từ sau Đại hội 18 năm 2012 đến Đại hội 20 năm 2022. Đại đa số họ là con em lãnh đạo cao cấp qua các thời kỳ, đứng đầu là Tổng Bí thư, Chủ tịch nước, Chủ tịch Quân ủy trung ương Tập Cận Bình và 7 Ủy viên thường vụ Bộ Chính trị.
Tập Cận Bình (sinh 1953) Tổng Bí thư, Chủ tịch nước, Chủ tịch Quân ủy - (con trai phó ủy viên trưởng Tập Trọng Huân)
Lý Khắc Cường (1955) Thủ tướng Quốc vụ viện
Trương Đức Giang (1946) Chủ tịch Nhân đại (con trai Trương Chí Nhất, Thiếu tướng)
Lật Chiến Thư (1950) Chủ tịch Nhân đại
Uông Dương (1955) Chủ tịch Chính hiệp
Du Chính Thanh (1945) Chủ tịch Chính hiệp (con trai Du Kỳ Vĩ, cựu thị trưởng Thiên Tân và là chồng cũ của Giang Thanh, sau là vợ bé của Mao Trạch Đông)
Lưu Vân Sơn, 1947, Bí thư Ban Bí thư (người đỡ đầu là Bạc Nhất Ba)
Vương Kỳ Sơn (1948) Bí thư Ban kiểm tra
Trương Cao Lệ (1946) Phó Thủ tướng thứ nhất
Lý Nguyên Triều (1950) Ủy viên Bộ Chính trị, Phó Chủ tịch nước
Phạm trường Long (1949) Phó Chủ tịch Quân ủy
Hứa Kì Lượng (1950) Phó Chủ tịch Quân ủy

## Thế hệ thứ sáu
Ngày 11/3/2018, Đại hội Đại biểu Nhân dân Toàn quốc Trung Quốc (tức Quốc hội Trung Quốc) thông qua việc bãi bỏ giới hạn nhiệm kỳ chủ tịch nước. Theo AFP, những thay đổi này sẽ trao cho Tập Cận Bình dây cương điều khiển đất nước trọn đời. Tại phiên bế mạc Đại hội Đảng Cộng sản Trung Quốc lần thứ XX tháng 11/2022, Tập Cận Bình tiếp tục được Đại hội bầu vào Ban Chấp hành Trung ương Đảng Cộng sản Trung Quốc, được Ban Chấp hành Trung ương bầu vào Bộ Chính trị, Thường vụ Bộ Chính trị và được bầu giữ chức vụ Tổng Bí thư Đảng Cộng sản Trung Quốc nhiệm kỳ thứ 3 liên tiếp. Danh sách 7 Ủy viên Thường vụ Bộ Chính trị Đảng Cộng sản Trung Quốc khóa XX:
1. Tập Cận Bình (Tổng Bí thư, Chủ tịch nước, Chủ tịch Quân ủy)
2. Lý Cường
3. Triệu Lạc Tế
4. Vương Hỗ Ninh
5. Thái Kỳ
6. Đinh Tiết Tường
7. Lý Hi